# Змієголов китайський
Кита́йський або азі́йський змієголо́в (Channa asiatica) — тропічний прісноводний вид риб родини змієголових (Channidae). Разом зі спорідненим видом C. nox утворює групу видів Channa Asiatica.

## Опис
Це відносно невеликий змієголов, його максимальна довжина становить 35 см. Максимальна опублікована вага: 113,50 г (розмір зважених зразків становив 9,5—23,5 см загальної довжини).
Тіло видовжене, майже циліндричне, змієподібне, ззаду стиснуте з боків. Висота тіла становить приблизно 16 %, а його товщина 8,1—15,0 % стандартної (без хвостового плавця) довжини. Відхідник розташований посередині тіла.
Голова округлої форми, трохи сплощена згори, її довжина становить 25,2—30,9 % стандартної довжини. Висота голови становить 47,2—59,5 %, її товщина 56,4—69,6 %, довжина морди 17,1—24,3 %, діаметр ока 12,9—21,5 %, міжорбітальна відстань 24,9—31,4 %, довжина верхньої щелепи 38,3—47,1 % довжини голови. Рот великий, озброєний зубами.
Спинний та анальний плавці довгі. Спинний починається майже відразу за головою, але позаду кореня грудних плавців, і тягнеться вздовж усього тіла, майже сягаючи хвостового плавця, предорсальна (до початку спинного плавця) довжина становить 28,9—33,3 %, а довжина його основи 66,2—71,6 % стандартної довжини. Спинний плавець має 41—49 променів. Преанальна (до початку анального плавця) довжина становить 47,8—54,3 % стандартної довжини. Анальний плавець має 28—32 промені, довжина його основи становить 41,3—48,9 % стандартної. Відстань від кінчика морди до початку грудних плавців становить 27,1—31,6 %, а довжина грудних плавців — 16,1—20,8 % стандартної довжини. Ці плавці мають по 14 променів. Черевні плавці відсутні.
Тіло й голова вкриті лусками. 52—61 луска в бічній лінії. Вивчення розвитку річних кілець на лусках виявило лінійну залежність між довжиною лусок та довжиною тіла цього виду. 49—53 хребці. Бічна лінія проходить спочатку верхньою частиною тіла, біля відхідника опускається й далі йде прямо серединою тіла.
Боки від світло-коричневого до оливково-зеленого кольору. Характерним елементом забарвлення є темно-коричневі поперечні смуги неправильної форми. На корені хвостового плавця розташована велика темна, в світлій облямівці пляма. Тіло та плавці всипані численними сріблястими цяточками.
Статевий диморфізм невиразний. Загалом самці більші за самок й яскравіше забарвлені, мають на тілі більше сріблястих цяточок. Дорослі самки, як правило, бувають огряднішими за самців.
Як і всі представники роду Channa, китайський змієголов має додатковий орган дихання, розташований у надзябровій порожнині. Він дозволяє цим рибам використовувати для дихання атмосферне повітря.
Диплоїдне число хромосом у Channa asiatica становить 46.
Найближчий родич цього виду — Channa nox, змієголов зі схожим забарвленням, який також не має черевних плавців. Основні відмінності між ними полягають у кількості променів у спинному та анальному плавцях.

## Поширення
Китайський змієголов поширений у нижній та середній частині басейну річки Янцзи в центральному Китаї, в басейні річки Сіцзян у південнокитайських провінціях Гуансі та Гуандун, у басейні річки Хонгха на півночі В'єтнаму. Присутній також у Гонконзі, на острові Хайнань.
Загалом обмежується відносно вузькими районами з кліматом вологого тропічного лісу, характерними ознаками якого є сильні опади, висока вологість і теплі літні температури. Channa asiatica є звичайною рибою в усьому ареалі. Є об'єктом рибальства. Часто використовується місцевим населенням в їжу.
Китайський змієголов з харчовою метою та для біоконтролю був штучно розселений в різних районах Китаю. Розводиться в ставках та в клітках. Був також інтродукований в інших країнах, зокрема на Тайвані та на острові Ісіґакі (південь архіпелагу Рюкю в Японії), можливо ще й в інших місцях.

## Спосіб життя
Прісноводний вид. Зустрічається в стоячих або з повільною течією водоймах. Тримається на середній глибині або біля дна, зазвичай ховається в ущелинах, серед коріння або в інших укриттях. Не мігрує. Взимку температура води опускається нижче 19 °C, а влітку піднімається до 22—28 °C. Завдяки своїй здатності дихати атмосферним повітрям китайський змієголов може переносити гіпоксичні умови. Обов'язково має дихати атмосферним повітрям. Наявність додаткового органу дихання дозволяє цим рибам виживати й поза межами води та навіть долати невеликі відстані суходолом.
Channa asiatica є одним із хижаків своїх біотопів. Харчується ракоподібними, личинками комах і рибою.
Інформація щодо розмноження виду в природних середовищах існування відсутня. Нерестова поведінка спостерігалася лише в умовах акваріума. Китайський змієголов відкладає плавучу ікру й здійснює батьківський догляд.
Нерест парний. Забарвлення самців темнішає, а самки, навпаки, стають блідішими, в них з'являється рожевий відтінок, коричневі смуги темнішають, а сріблясті цятки стають яскравішими. Нерестяться вночі. Перед відкладанням ікри самка піднімається до поверхні води, ковтає повітря й перевертається з боку на бік. До неї приєднується самець й починає обертатися навколо партнерки. Спаровування відбувається безпосередньо біля поверхні води. При цьому риби кільцем обхоплюють один одного, самка опиняється черевом догори. Самець стискає свою подругу, й вона викидає порцію ікри. Тоді риби ще один раз перекидаються, після чого повільно тонуть, вивільняються з обіймів і врешті приходять до тями. Кожне спаровування триває 20—30 секунд. За кілька хвилин послідовність цих дій повторюється.
Залежно від віку та розміру, самка відкладає 1000—2500 ікринок розміром з голівку шпильки. Ікринки легші за воду й спливають на поверхню. Вони тримаються в купі й перебувають перед охороною самця. Той поводиться агресивно й атакує будь-кого, хто опиняється біля кладки. За 40—50 годин після нересту вилуплюються личинки, ще 3—4 доби вони перебувають під наглядом самця, який зганяє їх у зграйку, й тримаються біля поверхні. На 6—7-у добу вони починають плавати, але все ще мають жовтковий мішок. Корм починають брати на восьмий день. Мальки доволі швидко ростуть, і так продовжується протягом перших 2 років життя, а потім ріст уповільнюється.
В акваріумі нерест може відбуватися кожні 6—10 днів.

## Утримання в акваріумі
Китайського змієголова з великим натягом можна назвати акваріумною рибою, хоча його тримають у неволі, а іноді й розводять. Це дуже цікава риба, але вона не сильно популярна серед акваріумістів. Вид міцний і легкий в утриманні, але доволі великий, агресивний і капосний. Перш ніж заводити цих риб, акваріумістам настійно рекомендується спочатку ознайомитись з особливостями їхнього характеру та умовами утримання.
Channa asiatica була першим змієголовом, завезеним до США, ще наприкінці 1800-х або на початку 1900-х років вона з'явилася в торгівлі акваріумними рибами. Продається й зараз.
Китайський змієголов — хижа агресивна риба, яку краще тримати у видовому акваріумі парами або поодинці. Нетерпимий як до представників власного, так і інших видів. Молодих риб можна тримати групою, але вже з дитинства вони часто б'ються між собою й можуть завдати суттєвої шкоди один одному. Лише, коли в акваріумі утворюється пара, протистояння між цими двома особинами припиняється, але інші риби будуть у небезпеці. Відомі випадки, коли агресія спалахує й після утворення пари, й один із партнерів гине.
Для утримання китайських змієголовів потрібен великий акваріум, місткістю щонайменше 450—500 літрів, з густою рослинністю, відкритою зоною для плавання та великою кількістю схованок. Плавучі рослини створюють для риб комфортні умови. Добре, коли в акваріумі буде декілька затемнених ділянок. Наявність схованок є обов'язковою, їх створюють за допомогою густої рослинності, корчів, каміння, предметів декорації. Кожна особина, за потреби, повинна мати можливість знайти собі притулок. Всі змієголови чудово стрибають і можуть прослизнути в найменший отвір, тому акваріум має бути щільно накритий кришкою. Також риби повинні мати вільний доступ до поверхні води, це потрібно їм для дихання.
Більшість часу змієголови проводять у нижніх шарах води. На відміну від більшості своїх родичів, Channa asiatica більше плаває й буває активною протягом усієї доби.
Змієголови можуть жити в дуже різній за складом воді, однак вони погано витримують різкі зміни її параметрів. Тому відразу міняють лише невелику кількість води. Рекомендовані параметри: температура 18-25 °C, кислотність pH 6,0–8,0, твердість 2-10 °dGH. Рівень нітратів не повинен перевищувати 50 мг/л. Щоб обмежити забруднення, важливо не перенаселяти акваріум. Температура води не повинна перевищувати 27 °C протягом тривалого часу, за високої температури риби часто стають жертвою бактеріальних інфекцій. Також цей вид потребує сезонного зниження температури води, що відповідає періодові так званої «сплячки», який триває в дикій природі з листопада по лютий. Температуру знижують до 15-20 °C, й водночас риб менше годують.
Китайський змієголов — хижа риба, але в акваріумі в більшості випадків добре адаптується до звичайних кормів. Їсть практично все, що поміщається йому в пащу. Змієголовам пропонують креветок, дощових черв'яків, личинок жука Zophobas morio, які використовуються для годування більших видів ящірок, а також заморожені креветки, мідії та шматочки цілої риби. Сухий корм не беруть. Не слід перегодовувати змієголовів, щоб не забруднити воду.
Розведення легке й під силу кожному аматору. Для створення пари рекомендується придбати групу молодих риб й надати їм можливість зробити це самостійно. Пара, що сформувалася починає плавати окремо від решти риб, і це добре помітно. Досвід показує, що добре вгодована пара розміром від 18 см завдовжки нереститься принаймні раз на рік. Нерестовище має бути просторим, температура води 27 °C. Ікринки купками плавають на поверхні води й перебувають під охороною батьків. Личинки, залежно від температури, вилуплюються за 24-50 годин. Коли мальки попливуть, їх відразу починають годувати наупліусами артемій та циклопів. Доволі швидко ростуть. Через 1-2 тижні їм можна давати личинок комарів. Маючи розмір 6-7 мм, мальки вже хапають їжу так само, як і їхні батьки. Єдиною проблемою при вирощуванні молоді змієголовів є задоволення їхнього ненаситного апетиту. Зважаючи на чисельність виводка, неможливо в обмеженому просторі акваріума виростити всю цю хижу зграю. Ще складніше продати змієголовів. Мальки змієголовів — маленькі канібали, більші екземпляри з'їдають своїх братів і сестер. Тому потрібно регулярно сортувати молодь за розміром.

## Відео
- Channa asiatica The Charming Chinese Snakehead на YouTube by Leopard Aquatic
- Snakehead Grows Up In Paludarium Waterfall l Channa Asiatica на YouTube by Ferret Wonderland
- Channa Asiatica pair feeding time на YouTube by Hamodi Mohammed
- Channa asiatica mating (Bandung, Indonesia) на YouTube by Hiko fishroom
- Channa Asiatica Red Spot на YouTube by Ricky Aprisandi